# Raymond (Kansas)
Raymond – miasto w Stanach Zjednoczonych, w stanie Kansas, w hrabstwie Rice.